# 东满省
东满省，是满洲国设置的一个省。

## 历史
1945年5月28日，满洲国撤消东满总省，把旧牡丹江省及東安省地区合并为东满省。
满洲国灭亡后，東满省地区设置綏寧省牡丹江专区及合江省东安专区。

## 行政区划
東満省分为2个区域：
- 牡丹江:牡丹江市、绥阳县、东宁县、穆棱县、宁安县
- 東安:東安市、密山县、鸡宁县、虎林县、林口县、宝清县、饶河县、勃利县

## 废止
1945年8月满洲国灭亡。东满省不复存在。

## 关联项目
- 滿洲國行政區劃